# Ювеніл Реєс
Ювеніл Реєс Бата Футебол Клуб або просто Ювеніл Реєс (ісп. Juvenil Reyes Bata Fútbol Club) — професіональний екваторіальногвінейський футбольний клуб з міста Бата в Ріо-Муні (континентальна частина країни).

## Історія
Він був заснований в місті Бата і є одним з найважливіших футбольних клубів міста, разом із Юніон Веспер і ФК «Драгон», але на відміну від вищевказаних клубів, має не так багато досягнень. Єдиний титул, який завоювала команда, був Кубок Екваторіальної 1986 року. «Ювеніл Реєс» став першою командою з міста Бата, яка перемогла в цьому турнірі.
Команда двічі отримувала право виступати в континентальних турнірах КАФ, але жодного разу не змогла подолати попередній раунд турніру.

## Досягнення
- Кубок Екваторіальної Гвінеї: 1 перемога

1986

## Виступи в континентальних турнірах КАФ
| Сезон | Турнір             | Раунд      | Клуб              | Вдома | На виїзді | Загальний |
| ----- | ------------------ | ---------- | ----------------- | ----- | --------- | --------- |
| 1986  | Ліга чемпіонів КАФ | Попередній | Стад Центрафрикан | 1-2   | 1-4       | 2-6       |
| 1987  | Ліга чемпіонів КАФ | Попередній | Спортінг (Моура)  | т.п.1 | т.п.1     | т.п.1     |

1- Ювеніл Реєс покинув турнір.